# Proyecto FUBELT
El Proyecto FUBELT (también conocida como Track II) es el criptónimo CIA para las operaciones secretas de la Agencia Central de Inteligencia (CIA) que estaban destinadas a promover un golpe militar en Chile para evitar el ascenso al poder de Salvador Allende luego de la elección presidencial de 1970. Es un criptónimo CIA en que el dígrafo FU representa a Chile en las operaciones de la CIA. Se desconoce el significado de BELT, aunque en idioma inglés significa "cinturón", por lo cual una posible traducción sería "el cinturón, o correa, sobre Chile".

## Descripción
Los aspectos más destacados del proyecto FUBELT se citan en los documentos desclasificados del gobierno de los Estados Unidos publicados por el National Security Archive de 11 de septiembre de 1998, 25 años después del golpe, así como en los documentos descubiertos por la investigación de 1975 del Congreso (Comité Church), y entregados en base al Informe Hinchey.
Memorandos de la CIA y los informes sobre el Proyecto FUBELT incluyen reuniones entre Estados Unidos, el secretario de Estado Henry Kissinger y funcionarios de la CIA, los cables de la CIA a su estación de Santiago, y resúmenes de las medidas secretas en 1970 - que detalla las decisiones y acciones destinadas a debilitar la elección de Salvador Allende en septiembre de 1970, para promover el golpe de Estado militar que llevó a Augusto Pinochet al poder, y el posterior apoyo a la junta militar en los primeros años de su gobierno.
Los documentos reflejan que Richard Nixon y Henry Kissinger estaban a favor de realizar un golpe de Estado en Chile contra Salvador Allende, a pesar de que ambos lo han negado.

## Revelaciones de documentos desclasificados del gobierno estadounidense
Entre las revelaciones de los documentos antes secretos, fueron los siguientes:
- Las notas manuscritas tomadas por el director de la CIA Richard Helms, que registran las órdenes del presidente Richard Nixon, para fomentar un golpe de Estado en Chile.[1]
- En la primera reunión entre Helms y altos funcionarios de la agencia acerca de las operaciones secretas, cuyo nombre en código era "FUBELT", se estableció un grupo de trabajo especial bajo la supervisión de Thomas Karamessines, Director Adjunto de Planes de la CIA. Este grupo era dirigido por el veterano agente David Atlee Phillips. El memorando señala que la CIA debe preparar un plan de acción para el Asesor de Seguridad Nacional, Henry Kissinger, en 48 horas.[2]
- Henry Kissinger, Thomas Karamessines y Alexander Haig (asistente militar de Henry Kissinger y de la Operación 40), en una reunión del 15 de octubre de 1970, hablaron de la promoción de operaciones encubiertas para un golpe de Estado en Chile, conocido como "Track II" . Las órdenes de Kissinger a la CIA fueron "continuar manteniendo la presión sobre cada punto débil de Allende a la vista".[3]
- En un cable secreto, Thomas Karamessines, que transmitía las órdenes de Kissinger al jefe de la CIA en Santiago, Henry Hecksher, afirma: "Es política firme y continua que Allende sea derrocado por un golpe de Estado".[4]
- Después de la elección de Salvador Allende, los Estados Unidos consideraron expulsar a Chile de la Organización de Estados Americanos.[5]
- Funcionarios de la Embajada y la Oficina de Planificación Política del Departamento de Estado pidieron que se cortara la ayuda económica y militar a la dictadura de Pinochet por motivos de derechos humanos, pero fueron rechazadas por el embajador y los funcionarios del Pentágono y el Departamento del Tesoro.[6]